# Indian predator: Murder in a courtroom
Indian Predator: Murder in a Courtroom (en América Asesinos de la India: Linchamiento en el tribunal; en España Depredadores de la India: Asesinato en el juzgado) es documental basado en la historia real del asesinato de Bharat Kalicharan Yadav (conocido como Akku Yadav) a manos de una turba de mujeres que habían sido violadas por él, en Nagpur, Maharashtra. Violó a más de 40 mujeres que vivían en Kasturba Nagar, Nagpur. 

## Argumento
Indian Predator: Murder in a Courtroom es una serie documental original de Netflix de tres episodios. Toda la serie está narrada por Vilas Bhande y Resha Raut, acusadas del asesinato de Akku Yadav. En 1997, Akku Yadav mató a su mejor amiga Avinash Tiwari y dos años después mató a Asha Bhagat, que vendía licor en Kasturba Nagar, Nagpur. El 13 de agosto de 2004, 200 mujeres de Kasturba Nagar asesinaron a Akku Yadav en el Tribunal Nº 7 del Tribunal de Distrito de Nagpur por la violación de más de 40 mujeres. 

## Elenco
- Feliz Kalizpuria (Akku Yadav)
- Sangramsingh Thakur (Avinash Tiwari)